# Krishnamurty Perumal
Krishnamurty Perumal, född den 26 september 1947 i Madras, Indien, är en indisk landhockeyspelare.
Han tog OS-brons i herrarnas landhockeyturnering i samband med de olympiska sommarspelen 1968 i Mexico City.
Han tog OS-brons igen i samband med de olympiska sommarspelen 1972 i München.